# Миколаєво-Дар'їно
Миколаєво-Дар'їно (рос. Николаево-Дарьино) — село в Суджанському районі Курської області України.
Населення становить 153 особи. Входить до складу Сумської Області.

## Географія
Знаходиться на правому березі річки Снагість.

## Історія
Населений пункт розташований на території українського етнічного та культурного краю Східна Слобожанщина.
Від 2024 року входить до складу Сумської Області.
З 6 серпня 2024 року село контролюється ЗСУ.

## Населення
| 2002 | 2010 |
| ---- | ---- |
| 175  | ↘153 |